# Homograaf
Twee woorden zijn elkaars homograaf of homogram wanneer zij op dezelfde manier geschreven worden, maar geheel verschillende betekenissen hebben. Ze worden niet noodzakelijkerwijs hetzelfde uitgesproken.

## Homoniemen
Daarbij gaat het in de eerste plaats om homoniemen. Deze woorden worden vrijwel altijd hetzelfde geschreven. De drie woorden
- els (een soort boom)
- els (kruidenbitter)
- els (gereedschap: priem)

zijn homoniem; ze hebben niets met elkaar te maken, behalve dat ze toevallig tot dezelfde woordsoort behoren, hetzelfde klinken én ook nog eens op exact dezelfde manier worden geschreven. Er is geen gemeenschappelijke wortel, noch hebben ze iets gemeen qua betekenis.

## Suprasegmentele verschillen
Maar homografen kunnen ook verschillend worden uitgesproken, terwijl zij toch dezelfde spelling hebben. Het verschil zit hem dan in kenmerken die in de spelling niet, maar in de uitspraak wel tot uitdrukking komen, met name in een klemtoonverschil. (Deze kenmerken als klemtoon en intonatie worden suprasegmentalen genoemd.) Ter illustratie dienen de volgende woordparen, steeds elkaars homograaf:
appel (vrucht)   —   appel (beroep, vroeger: appèl)
beamen (bevestigen)   —   beamen (projecteren, van Engels "to beam")
bedelen (uitdelen)   —   bedelen (aalmoezen vragen)
hockeyster (vrouwelijke hockeyer)   —   hockeyster (erg goede hockeyer)
kantelen (draaien)   —   kantelen (deel van een kasteelmuur)
misdadiger (crimineel)   —   misdadiger (in hogere mate misdadig).
overweg (spoorwegovergang)   —   overweg (uit de voeten [kunnen], met iemand, met een instrument)
plant ([hij] poot, zaait [Nederlandse uitspraak met korte /a/])   —   plant ([hij] maakt een plan [imitatie-Engelse uitspraak met Nederlandse /è/]).
verspringen (ver gaan springen)   —   verspringen (veranderen van positie met een sprong)
verwerpen (ver weg gooien)   —   verwerpen (afwijzen)
idem met bijvoorbeeld: 'verstoten' en 'verlopen'
voorkomen (verhinderen)   —   voorkomen (bestaan, voor rechter verschijnen, uiterlijk)
Geen van deze homografen klinkt hetzelfde als zijn "partner". Ze hebben tevens allemaal een andere grammaticale functie dan hun partner, en zijn daarom volgens de gangbare opvatting geen homoniemen maar homografen.
Voor de duidelijkheid wordt soms met accenten aangegeven welke betekenis en uitspraak bedoeld is, bijvoorbeeld voorkómen versus  vóórkomen.

## Taalgrapjes
Sommige homogrammen zijn eerder grappig dan dat ze tot de categorie in engere zin behoren. Deze sets behoren vooral daardoor tot de meer speelse voorbeelden van het verschijnsel homografie, doordat een van beide elementen ongebruikelijk is in de alledaagse taal. Het zijn eerder grapjes dan serieuze alternatieven.
- bommelding ("bom-melding", melding dat er een bom is geplaatst)
  - bommelding ("bommel-ding", ding dat bommelt, gonst [ongebruikelijk])

- homográáf (dit artikel)
  - hómograaf (een edele met grafelijke titel en voorkeur voor hetzelfde geslacht)

- kartongeluk ("kart-ongeluk", een ongeluk bij het karten)
  - kartongeluk ("karton-geluk", het gelukkig worden door karton)

- massagebed ("massage-bed", een bed waarop een massage gegeven wordt)
  - massagebed ("massa-gebed", een gebed dat door een massa wordt uitgevoerd)

- pijpetuitje ("pijp-etuitje", foedraaltje voor een pijp)
  - pijpetuitje ("pijpe-tuitje", tuitje van een pijp [verouderde spelling; de huidige spelling zou pijpentuitje zijn]).

Bij het laatste paar is niet alleen van suprasegmentale verschillen sprake: er is ook verschil tussen de traditioneel Nederlandse uitspraak van het eerste woord, en de Franse van het tweede. In zulke uitspraakverschillen voorziet onze spelling niet: ook hier betreft het mede een spellingskwestie.
Het woord "pijpetuitje" werd door Battus in zijn Opperlandse taal- & letterkunde ingevoerd als naam voor deze categorie homoniemen.

## Geen polysemie
Het verschijnsel polysemie is iets heel anders dan homografie. Bij polysemie gaat het om betekenisvarianten van een en hetzelfde woord.